# Rt Gata
| grad Limassol Zaljev Akrotiri Limasolsko sl. jezero poluotok Akrotiri Zaljev Episkopi Rt Zevgari Rt Gata |

Rt Gata (grčki: Κάβο Γάτα  "mačji ogrtač", tur. Doğan Burnu "rt sokola") je jugoistočni rt poluotoka Akrotiri na otoku Cipru. Nalazi se unutar britanskih suverenih baza i najjužnija je točka otoka. Međutim, područja suverenih baza nisu dio Republike Cipar ili Europske unije, čija se najjužnija točka nalazi u blizini, na granici Cipra i vojne baze Arkotiri (34° 39' N).